# Sangre Grande (regio)
Sangre Grande (ⓘ) is een regio in Trinidad en Tobago.
Sangre Grande telt 58.311 inwoners op een oppervlakte van 899 km². Het is de grootste regio van het land.